# Thea Musgrave
Thea Musgrave, née le 27 mai 1928 à Édimbourg, est une compositrice écossaise, surtout connue pour ses opéras. Elle vit aux États-Unis depuis 1972.

## Biographie
Née dans le quartier de Barnton à Édimbourg, Thea Musgrave est étudiante de l'université d'Édimbourg puis élève de Nadia Boulanger à Paris de 1950 à 1954. En 1958 elle assiste au festival de Tanglewood au Massachusetts et étudie auprès d'Aaron Copland. En 1970 elle est professeure invitée à l'université de Californie à Santa Barbara, position qui confirme sa participation croissante à la vie musicale des États-Unis. En 1971, elle épouse le violoniste et dirigeant américain d'opéra Peter Mark. De 1987 à 2002 elle est « Distinguished Professor » au Queen's College de l'université de la ville de New York.
Parmi les premières compositions orchestrales de Musgrave, le concerto pour orchestre de 1967 et le concerto pour cor de 1971 montrent une fascination continue de la compositrice avec des idées musicales « dramatiques abstraites ». Ses travaux plus récents perpétuent l'idée, bien que parfois de manière plus programmatique, comme le concerto pour hautbois Helios de 1994, dans lequel le soliste représente le Dieu Soleil. Les arts visuels constituent une autre source fréquente d'inspiration – The Seasons (1988) tient son inspiration originale d'une visite au Metropolitan Museum of Art à New York tandis que Turbulent Landscapes (commandé par l'orchestre symphonique de Boston et créé par l'orchestre représente une série de tableaux de Turner. Musgrave a écrit plus d'une douzaine d'opéras et d'autres œuvres pour le théâtre, beaucoup ayant une personnalité historique pour personnage central, parmi elles Marie Stuart (1977), Harriet Tubman (Harriet, the Woman called Moses, 1984), Simón Bolívar (1993, créé en 1995 au Virginia Opera (en)) et Pontalba (2003). Elle écrit aussi de la musique chorale, parmi lesquelles Rorate Coeli, sa Missa Brevis ou The Voices of Our Ancestors. 
En 2008, le 80e anniversaire de Thea Musgrave est marqué par les premières de Points of View, Green, Cantilena, Taking Turns et autres représentations.

## Honneurs et prix
- Thea Musgrave reçoit le prix Koussevitzky (1974) ainsi que deux bourses Guggenheim (1974/5 et 1982/3).
- Elle est titulaire de différents diplômes honoraires de l'université Old Dominion (Virginie), de l'université de Glasgow, du Smith College et du New England Conservatory à Boston.
- En 2002, elle est nommée commandeur de l'ordre de l'Empire britannique (CBE) dans la liste annuelle d’honneurs de la reine.

## Œuvres

### Œuvres principales
- 1960 : Colloquy, pour violon et piano
- 1966 : Chamber Concerto no 2 (ensemble de chambre)
- 1967 : Concerto pour orchestre
- 1968 : Night Music (orchestre de chambre – J.W. Chester/Edition Wilhelm Hansen London Ltd.)[2]
- 1969 : Concerto pour clarinette
- 1971 : Concerto pour cor
- 1973 : Viola Concerto
- 1975 : Orfeo (flûte solo et bandes magnétiques ou cordes)
- 1985 : Pierrot (cl/vn/pf)
- 1988 : The Seasons (orchestre)
- 1990 : Song of the Enchanter (orchestre) (commandé en l'honneur du 125e anniversaire de Jean Sibelius)
- 1994 : Helios (concerto pour hautbois)
- 1995 : Songs for a Winter’s Evening (soprano, orchestre)
- 1997 : Phoenix Rising (orchestre)
- 1999 : Aurora (orchestre à cordes)
- 2003 : Turbulent Landscapes (orchestre)
- 2005 : Two's Company (concerto pour hautbois et percussion)
- 2008 : Cantilena (quatuor pour hautbois)
- 2008 Green (orchestre à cordes)

### Opéras
- 1955 : The Abbot of Drimock
- 1962 : Marko the Miser
- 1965 : The Decision
- 1973 : The Voice of Ariadne
- 1977 : Mary, Queen of Scots
- 1979 : A Christmas Carol
- 1981 : An Occurrence at Owl Creek Bridge
- 1984 : Harriet, the Woman called 'Moses
- 1992 : Simón Bolívar
- 2003 : Pontalba (en)

### Musique chorale
- 1973 : Rorate Coeli
- 2014 : The Voices of Our Ancestors
- 2017 : Missa Brevis